# Фернан Арну
Фернан Арну (фр. Fernand Arnout, 8 грудня 1899 — 30 січня 1974) — французький важкоатлет.
Бронзовий призер Олімпійських Ігор 1928 року в категорії до 67,5 кг.